# Нисиката
Нисиката (яп. 西方町 Нисиката-мати) — бывший посёлок в Японии, находившийся в уезде Камицуга префектуры Тотиги. 10 октября 2011 года вошёл в состав города Тотиги.

## Географическое положение
Посёлок был расположен на острове Хонсю в префектуре Тотиги региона Канто. С ним граничили города Тотиги, Канума и посёлок Мибу. Площадь составляла 32,00 км².

## Население
Население посёлка составляло 6593 человека (1 июля 2014), а плотность — 206,03 чел./км². Изменение численности населения с 1980 по 2005 годы:
| 1980 | 6589 чел. |  |
| 1985 | 6647 чел. |  |
| 1990 | 6802 чел. |  |
| 1995 | 6795 чел. |  |
| 2000 | 6913 чел. |  |
| 2005 | 6978 чел. |  |

## Символика
Деревом посёлка считался Zelkova serrata, цветком — цветок сливы японской, птицей — полевой жаворонок.